# Awi Wigderson
Awi Wigderson (hebr. אבי ויגדרזון; ang. Avi Wigderson  ur. 9 września 1956 roku w Hajfie) – izraelski informatyk i matematyk, laureat Nagrody Abela z 2021 roku i Nagrody Turinga z 2023 roku. Specjalizuje się w informatyce teoretycznej i matematyce dyskretnej.

## Życiorys
Urodził się 9 września 1956 roku w Hajfie, gdzie mieszkali jego rodzice, którzy uciekli z hitlerowskich Niemiec. Jako dziecko lubił pływać i grać w piłkę nożną, ale także czytać, uczyć się i rozwiązywać matematyczne łamigłówki. Po ukończeniu w rodzinnym mieście Hebrajskiej Szkoły Realnej odbył obowiązkową trzyletnią służbę wojskową (przez pierwszy rok był szkolony na pilota – gdyby nim został musiałby spędzić w wojsku 7 lat).
W 1977 roku rozpoczął studia w Technion. Choć chciał studiować matematykę, za namową rodziców wybrał jednak informatykę. Jednym z jego wykładowców był Shimon Even, który miał duży wpływ na wybór dalszej ścieżki kariery przez Wigdersona. Studia licencjackie ukończył z wyróżnieniem w 1980 roku, po czym przeniósł się na studia magisterskie na Uniwersytet Princeton, który – podobnie jak Uniwersytet Yale – zaoferował mu stypendium. W 1983 roku na podstawie rozprawy Studies in Computational Complexity uzyskał na Uniwersytecie Princeton stopień doktora, jego promotorem był Richard Lipton.
Po doktoracie spędził po roku na Uniwersytecie Kalifornijskim w Berkeley, w IBM Research w San Jose i w Mathematical Sciences Research Institute w Berkeley. W 1986 roku wrócił do Izraela i rozpoczął pracę na Uniwersytecie Hebrajskim w Jerozolimie, gdzie był zatrudniony do 2003 roku. Od 1999 roku jest profesorem Institute for Advanced Study.
Wypromował kilkunastu doktorów w Izraelu i USA, są wśród nich m.in. Dorit Aharonov i Ran Raz.

## Publikacje i osiągnięcia
Autor ponad 200 prac. Publikował je m.in. w  „SIAM Journal on Computing”, „Combinatorica”, „Computational Complexity”, „Theory of Computing”, „SIAM Journal on Discrete Mathematics”, „Random Structures & Algorithms”, „Bulletin of the American Mathematical Society”, „Forum of Mathematics, Sigma” oraz najbardziej prestiżowych czasopismach matematycznych świata: „Annals of Mathematics” i „Journal of the American Mathematical Society".
Pierwszym artykułem konferencyjnym Wigdersona była praca A New Approximate Graph Coloring Algorithm, zaprezentowana na dorocznym Symposium on Theory of Computing w 1982 roku. Została ona następnie opublikowana w materiałach konferencyjnych oraz w czasopiśmie „Journal of the ACM” w 1983 roku.
Jego wybrane dokonania zostały opisane w rozdziale On the works of Avi Wigderson książki The Abel Prize 2018–2022. Omówiono w nim wkład Wigdersona w kryptologię, pseudolosowość, złożoność obliczeniową i teorię optymalizacji na rozmaitościach symetrycznych.
Wigderson rozwiązał kilka problemów, które były otwarte przez długie lata. Wprowadził też definicje kształtujące całe dziedziny, zbudował nieoczekiwane pomosty między różnymi obszarami oraz wprowadził pomysły i techniki, które zainspirowały wielu badaczy. Powracającym tematem w jego pracach jest odkrywanie głębokich powiązań między informatyką a matematyką. Jego prace pokazały zarówno nieoczekiwane zastosowania różnych dziedzin matematyki do zagadnień z zakresu informatyki, jak i informatyki teoretycznej do rozwiązywania problemów z matematyki.
Jednym z osiągnięć Wigdersona jest wprowadzenie i badanie – wspólnie z Reingoldem i Vadhanem – pojęcia zig-zag graph product, które łączy teorię grup, teorię grafów i teorię złożoności oraz ma zaskakujące zastosowania.

## Wyróżnienia
Wigderson był wielokrotnie nagradzany. Oprócz Nagrody Abela (przyznanej mu – razem z László Lovászem – za fundamentalny wkład w informatykę teoretyczną i matematykę dyskretną oraz wiodącą rolę w uczynieniu z nich centralnych dziedzin współczesnej matematyki) i Nagrody Turinga (którą został uhonorowany za fundamentalny wkład w teorię obliczeń, w szczególności za zmianę rozumienia roli losowości w obliczeniach, a także za dziesięciolecia intelektualnego przywództwa w informatyce teoretycznej) otrzymał m.in.:
- 2019   Nagrodę Knutha[11]
- 2009   Nagrodę Gödla[12]
- 2008   Levi L. Conant Prize(inne języki)[13]
- 1994   Nagrodę Nevanlinny[14]

W 1990 roku był prelegentem sekcyjnym, a w 2006 roku plenarnym na Międzynarodowym Kongresie Matematyków. W latach 1994 i 2022 wygłosił też na tym kongresie wykłady związane z otrzymanymi wówczas nagrodami.
Jest członkiem American Academy of Arts and Sciences (od 2011 roku), National Academy of Sciences of the United States (od 2013 roku) i Association for Computing Machinery (od 2018 roku).

## Życie prywatne
Jego ojciec, Pinchas Wigderson, w 1939 roku przebywał w Polsce, skąd po wybuchu wojny uciekł do ZSRR. Został zesłany do Aszchabadu, a następnie wyemigrował do Izraela. Tam poznał i ożenił się z matką Awiego, która również uciekła przed nazistami z Niemiec.
Ma dwóch braci, jeden z nich został został biologiem, a drugi inżynierem. Na studiach poznał swoją przyszłą żonę Ednę Rothenstein, która studiowała tam matematykę. Mają trójkę dzieci.